# Royal Marines AFC
Royal Marines AFC (celým názvem: Royal Marines Association Football Club) byl anglický fotbalový klub, který sídlil ve vesnici Lympstone v nemetropolitním hrabství Devon. Jednalo se o sportovní organizaci příslušníků britských námořních jednotek Royal Marines. Založen byl v roce 2008, zanikl v roce 2012.
Své domácí zápasy odehrával na stadionu Endurance Park CTCRM.

## Historické názvy
Zdroj: 
- 2008 – Royal Marines AFC (Royal Marines Association Football Club)
- 2012 – zánik

## Umístění v jednotlivých sezonách
Zdroj: 
- 2008–2010: South West Peninsula League (Division One East)
- 2010–2012: South West Peninsula League (Premier Division)

Jednotlivé ročníky
Zdroj: 
Legenda: Z - zápasy, V - výhry, R - remízy, P - porážky, VG - vstřelené góly, OG - obdržené góly, +/- - rozdíl skóre, B - body, červené podbarvení - sestup, zelené podbarvení - postup, fialové podbarvení - reorganizace, změna skupiny či soutěže
| Anglie (2008 – 2012) |                                                 |        |    |    |   |    |     |     |      |    |        |
| Sezóny               | Liga                                            | Úroveň | Z  | V  | R | P  | VG  | OG  | +/-  | B  | Pozice |
| 2008/09              | South West Peninsula League (Division One East) | 11     | 32 | 15 | 4 | 13 | 94  | 59  | +35  | 49 | 7.     |
| 2009/10              | South West Peninsula League (Division One East) | 11     | 34 | 26 | 3 | 5  | 110 | 46  | +64  | 81 | 1.     |
| 2010/11              | South West Peninsula League (Premier Division)  | 10     | 38 | 12 | 6 | 20 | 67  | 95  | -28  | 42 | 15.    |
| 2011/12              | South West Peninsula League (Premier Division)  | 10     | 38 | 2  | 2 | 34 | 26  | 126 | -100 | 6  | 20.    |